# O Informador Fiscal
'O Informador Fiscal' é um jornal com artigos fiscais, contabilísticos, económicos e governamentais com duas publicações (1ª e 2ª Série) com periodicidades quinzenal e mensal respectivamente.

## Historial

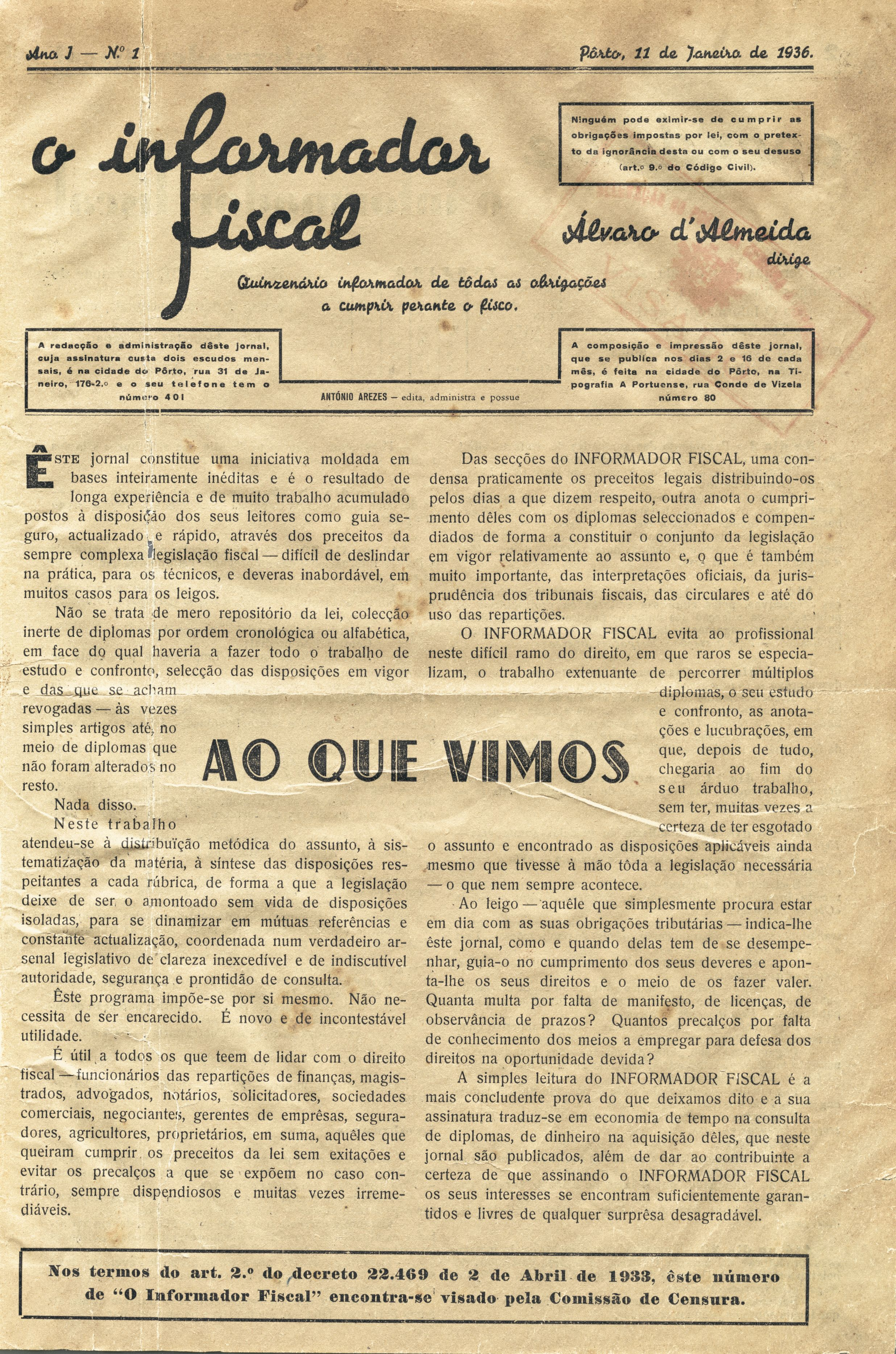
1ª Edição de O Informador Fiscal datada de 11 de Janeiro de 1936

Este jornal nasceu em 1935 no Porto (Portugal), sendo a sua 1ª publicação lançada a 11 de Janeiro de 1936.
Pela sua história, ocorreram muitas alterações governamentais ocorridas desde a data em que nasceu até aos tempos de hoje.
Alturas marcantes, como o início e o fim do Estado Novo de António de Oliveira Salazar, a revolução de 25 de Abril, a entrada de Portugal à Comunidade Europeia, e muitos outros acontecimentos marcantes na História de Portugal.
Orçamentos de Estado, decretos-leis, leis, acórdãos, portarias, e outros artigos sobre variados assuntos (impostos, trabalho, segurança social, saúde, agricultura, actividades económicas, vitivinicultura, energia, consumidor, pescas, etc.) estão publicados nestes jornais.
Disponibiliza actualmente produtos e serviços para os contribuintes Portugueses.

## Publicações

### Jornal 1ª série
Na 1.ª série encontra-se tudo que se relacione com as contribuições e impostos. Legislação, doutrina administrativa, síntese da I série do Diário da República, agenda de todas as obrigações fiscais a cumprir (actualizada jornal a jornal) e temas de referência para muitos profissionais.
Os principais códigos fiscais (IRS, IVA, IRC, RGIT, etc.) são publicados em separata anualmente, actualizados e anotados, sendo parte integrante dos jornais.
Este jornal pode também ser consultado online (edições posteriores a 1992).

### Jornal 2ª série
A 2.ª série, mais ligada ao trabalho e às actividades económicas, só é publicada uma vez por mês.
Trata-se de um jornal onde abunda toda a legislação com principal aplicação nas empresas, desde regulamentação das actividades, apoios ao investimento e à laboração, quer através de subsídios ou de empréstimos a taxas reduzidas, quer através de impostos especiais reduzidos para incrementar o emprego ou implantar empresas em zonas menos favorecidas.
É também incluída nesta série, a síntese da regulamentação do trabalho publicada nos BTE’s e, também, um índice com as empresas que, diariamente, adquirem o estatuto de empresas em situação económica difícil (em recuperação ou em falência).
O Jornal da 2ª Série distingue-se rapidamente da 1ª Série pelo logotipo azul que é utilizado.
Este jornal pode também ser consultado online (edições posteriores a 1995).

### Serviço de Consulta de Insolvências e Recuperações de Empresa e Particulares
Este serviço permite, entre outras funcionalidades, receber alertas por correio eletrónico sempre que surgirem novos registos de insolvências ou recuperações relativas a processos ou a entidades.

## Aplicações informáticas

### Escritório fiscal
Tendo dado início no ano 2000, o software 'Escritório Fiscal' é desenvolvido utilizando o Microsoft Visual Studio, sendo por isso, a utilização limitada a sistemas Microsoft Windows (Windows 95 a Windows 7).
É um software de download livre, organizado modularmente.
Devido à natureza da aplicação, existem actualizações regulares devido à necessidade de utilização de novas regras, leis ou códigos fiscais - assim como alterações técnicas de mapas de entrega de ficheiros da DGCI.

### iRX
O iRX é um software de cálculo de IRS, completamente diferente das soluções standard de preenchimento por anexo, isto porque apenas tem 3 secções: Informações (Agregado, etc.), Rendimentos e Despesas.

Todo os dados são preenchidos automaticamente nos anexos havendo também a possibilidade de envio da declaração directamente da aplicação.

Este tipo de estrutura não só permite ao utilizador ter uma facilidade nunca antes vista em termos de simulações, análise declarativa e de imposto, como permite também funcionalidades que anteriormente não eram possíveis de forma automática, como comparação do cálculo de IRS em vários exercícios.